# Baianópolis
Baianópolis là một đô thị thuộc bang Bahia, Brasil. Đô thị này có diện tích 3360,09 km², dân số năm 2007 là 9672 người, mật độ 2,88 người/km².